# Arbeit Und Film
Arbeit Und Film war eine unabhängige Filmgruppe in Frankfurt am Main, die von 1974 bis 1984 bestand und Dokumentarfilme über Arbeitskämpfe vorführte und herstellte. Zu ihren Mitgliedern zählten Filmemacher, Studenten, Arbeiter und Auszubildende. In der Tradition politischer „Arbeiterfilme“ der 1970er Jahre verfolgte sie das Ziel, „Film als Waffe im Arbeitskampf“ zu entwickeln und einzusetzen.

## Geschichte
Gegründet wurde Arbeit Und Film von dem Filmemacher Enzio Edschmid, der Schülerin Bina Elisabeth Mohn, dem Filmstudenten Gernot Steinweg und der auszubildenden Schlosserin Petra Vasile.
Unter dem Motto „Erfahrungen machen, filmisch dokumentieren, voneinander lernen“ zeigten Mitglieder der Gruppe Arbeiterfilme in Betrieben, sowie auf Gewerkschaftsversammlungen und in der allgemeinen Bildungsarbeit. Darüber hinaus stellte die Gruppe in Zusammenarbeit mit Betriebsräten und gewerkschaftlichen Vertrauensleuten eigene 16-mm-Filme her.
Arbeit Und Film arbeitete nach dem Prinzip der Londoner Filmgruppe Cinema Action, die 1968 damit angefangen hatte, auf Versammlungen von Gewerkschaftern in Großbritannien einen französischen Dokumentarfilm über den politisch geprägten Kampf der Renaultarbeiter vom Mai 1968 zu zeigen. Ab 1969 produzierte Cinema Action eigene Dokumentarfilme in Zusammenarbeit mit englischen Arbeitern mit der Zielsetzung, ohne Kommentar unmittelbar Betroffene selber zu Wort kommen zu lassen. Das Anliegen war, Arbeitskämpfe filmisch zu analysieren, um andere Gewerkschaften und politische Gruppen zu ermutigen, selber in der Zukunft aktiv zu werden (Zitiert nach British Film Institute). Gernot Steinweg hatte von 1969 bis 1971 die Anfänge von Cinema Action begleitet, deren Grundidee nach Deutschland getragen und in die Theoriedebatte der Studenten an der Deutschen Film- und Fernsehakademie Berlin (dffb) eingebracht.
Arbeit Und Film sprach vom „intervenierenden“ – im Gegensatz zum „beobachtenden“ Arbeiterfilm –, ohne sich dabei parteipolitisch oder gewerkschaftlich vereinnahmen zu lassen. Die Mitglieder der Gruppe arbeiteten ehrenamtlich, finanziert wurden die Filme aus Spenden und Verkäufen von Lizenzrechten.
1977 erhielt ihr Film Wachsam Tag und Nacht vom Verband der deutschen Filmkritik den Preis der deutschen Filmkritik in der Sparte Förderpreis. 1978 ließ sich die Gruppe ins Vereinsregister eintragen. Von 1980 bis 1984 führten Gernot Steinweg und Bernd Krieg die Arbeit in Form der „AUF GmbH“ fort.

## Produkte
Von 1975 bis 1979 drehte die Gruppe vier Filme in enger Zusammenarbeit mit gewerkschaftlichen Vertrauensleuten und Betriebsräten der Vereinigten Flugtechnischen Werke, VFW in Speyer und Bremen. Es folgten weitere Filme zu Arbeitskämpfen in der Druckindustrie und im Bereich Handel, Banken und Versicherungen.
Die größte Bedeutung erzielte Arbeit Und Film zwischen 1975 und 1979 in Speyer. Damals führten die Speyerer Flugzeugbauer einen langwierigen und beispielhaften Arbeitskampf gegen die Werksschließung der Speyerer Zweigniederlassung des VFW-Fokker Konzerns. Arbeit Und Film begleitete diesen Arbeitskampf von Anfang an. Zunächst führten Mitglieder der Gruppe den Film Kalldorf gegen Mannesmann vor 120 Vertrauensleuten und ihren Frauen vor, um aus den Fehlern eines anderen Arbeitskampfes zu lernen. Danach drehte Arbeit Und Film den kurzen Solidaritäts- bzw. Mobilisierungsfilm, Unsere Arbeitsplätze in Speyer müssen bleiben, der auf hunderten von Versammlungen in Speyer und Umland gezeigt wurde. Im weiteren Verlaufe des Arbeitskampfes entstand die Dokumentation Wachsam Tag und Nacht. Schließlich gab es zwei Jahre später, als die Manager die mit dem Betriebsrat getroffenen Vereinbarungen nicht einhalten wollten, noch einen dritten Kurzfilm, Hände weg vom Interessensausgleich.
Der Arbeitskampf in Speyer war so nachhaltig erfolgreich, dass alle weiteren Versuche, das Werk stillzulegen, abgewehrt werden konnten. Heute existiert dieses Werk unter dem Namen PFW Aerospace AG. Rückblickend sagte 1979 der damalige Betriebsratsvorsitzende, Willi Weber: „Wir können uns eigentlich unsere Aktion ohne den Film gar nicht mehr vorstellen. Wir waren der Meinung, dass wir uns nicht nur Filme über den Kampf anderer anschauen dürfen, um uns ihre Erfahrungen zu eröffnen, sondern wir wollten auch unsere Erfahrungen anderen mitteilen.“ Die mehrjährige Zusammenarbeit mit den gewerkschaftlichen Vertrauensleuten bei VFW prägte das Selbstverständnis der Gruppe Arbeit Und Film entscheidend und war für die weitere Arbeit maßgebend. Der Film Wachsam Tag und Nacht wurde in den folgenden Jahrzehnten zu einem Standardwerk der gewerkschaftlichen Bildungsarbeit. Er trug maßgeblich zur theoretischen Diskussion bei, die sowohl in den Filmhochschulen als auch in den Gewerkschaften über den Arbeiterfilm geführt wurde. Arbeit Und Film sprach vom „intervenierenden“, im Gegensatz zum „beobachtenden“ Arbeiterfilm.

## Technische Ausrüstung
Da Arbeit Und Film wenig Geld hatte, mussten bei der Beschaffung der Technik eigenwillige Wege eingeschlagen werden. Die Gruppe besorgte sich gebrauchte Filmaufnahmegeräte: eine Mini-Éclair-Kamera, ein Nagra-Tonbandgerät sowie für den Filmschnitt aus England einen Picture Synchronizer (PicSync).
Der PicSync, in England aus einem einfachen Filmumroller entwickelt, war bis zu diesem Zeitpunkt in Deutschland unbekannt. Das kleine, handliche Gerät ermöglichte, die Arbeitskopie eines Filmes gleichzeitig mit bis zu vier Tonspuren per Hand oder Motor umzurollen. Dabei konnten die Töne abgehört und das Bild auf einem winzigen Sichtfenster betrachtet werden. Beim Abspulen fiel das gesamte Bild- und Tonmaterial einfach in einen aufgespannten Wäschesack. Dieses preiswerte Gerät konnte mit etwas Mühe einen zehn Mal so teuren Filmschneidetisch ersetzen, war aber für Vorführungen nicht geeignet.
Da es ein wichtiges Prinzip von Arbeit Und Film war, besonders den Filmschnitt in enger Zusammenarbeit und ständiger Rückkoppelung mit den Betriebsräten und Vertrauensleuten durchzuführen, musste eine Methode gefunden werden, Arbeitsvorführungen in größeren Gruppen zu machen. Ein Mitglied von Arbeit Und Film, der Werkzeugmacher Konrad Harlan, erfand genau im richtigen Moment eine Methode, den PicSync über eine Filmschlaufe mit einem 16 mm Filmprojektor so zu koppeln, dass das Bild auf eine Leinwand projiziert und – synchron dazu – die ungemischten vier Tonspuren über Verstärker und Lautsprecher ausgegeben werden konnten. Dadurch wurde es möglich, mobile Arbeitsvorführungen durchzuführen, eine wichtige Voraussetzung für die Abstimmung mit den gewerkschaftlichen Vertrauensleuten vor Ort.

## Filmbeispiele
Beispiele von 16-mm-Filmen (in Klammern das Jahr der Erstaufführung)
- Unsere Arbeitsplätze in Speyer müssen bleiben; 16 mm, s/w 25 Minuten (1976)
- Wachsam Tag und Nacht; 16 mm, s/w, 45 Minuten (1978)
- Hände weg vom Interessensausgleich; 16 mm, s/w, 18 Minuten (1978)
- Wohin? Angestellte und Arbeiter im Kampf für die Sicherung ihrer Arbeitsplätze; 16 mm, s/w, 52 Minuten (1979)
- Mit Schlips und Kragen – Warnstreik; 16 mm, s/w, 30 Minuten (1981)

## Preise
- 1979: Preis der deutschen Filmkritik für Wohin? Angestellte und Arbeiter im Kampf für die Sicherung ihrer Arbeitsplätze
- 1977: Preis der deutschen Filmkritik für Wachsam Tag und Nacht

## Festivalaufführungen
- Wachsam Tag und Nacht und Wohin? beim Dokumentarfilmfestival Dokumentarfilme der 60er bis 80er Jahre, Naxos-Halle, Frankfurt am Main 2007